# Wingertsberg bei Hüttingen
Koordinaten: 49° 57′ 51″ N, 6° 35′ 36″ O
Das Naturschutzgebiet Wingertsberg bei Hüttingen liegt im Eifelkreis Bitburg-Prüm in Rheinland-Pfalz. Das etwa 45,5 ha große Gebiet, das im Jahr 1999 unter Naturschutz gestellt wurde, erstreckt sich am östlichen Ortsrand von Hüttingen an der Kyll. Am nördlichen Rand des Gebietes verläuft die Kreisstraße 43, unweit westlich und südlich fließt die Kyll.
Schutzzweck ist
- die Erhaltung von Halbtrockenrasen, Glatthaferwiesen und Streuobstbeständen, aufgelassenen Kalksteinbruchbereichen und Gebüsch- und Laubmischwaldformationen als Lebensräume zahlreicher wärmeliebender bestandsbedrohter Tier- und Pflanzenarten und deren Lebensgemeinschaften sowie
- die Entwicklung von intensiv genutzten Offenlandbereichen zu Magerwiesen.